# Floci
 (mars 2015).
Si vous disposez d'ouvrages ou d'articles de référence ou si vous connaissez des sites web de qualité traitant du thème abordé ici, merci de compléter l'article en donnant les références utiles à sa vérifiabilité et en les liant à la section « Notes et références ».
Floci (signifiant « laines » en roumain ancien), encore appelée la Târgul de Floci (« foire aux laines ») ou Cetatea de Floci (« cité des laines ») est une ville roumaine de la principauté de Valachie, sur le Danube, aujourd'hui disparue.

## Géographie
Floci était située à la confluence de la rivière Ialomița avec le Danube, sur l'ancien lit de la rivière aujourd'hui asséché. Le village le plus proche des ruines est Giurgeni. Le site est situé à 5 km du village, près de l'endroit où la rivière Ialomița se jette aujourd'hui dans le Danube.

## Histoire

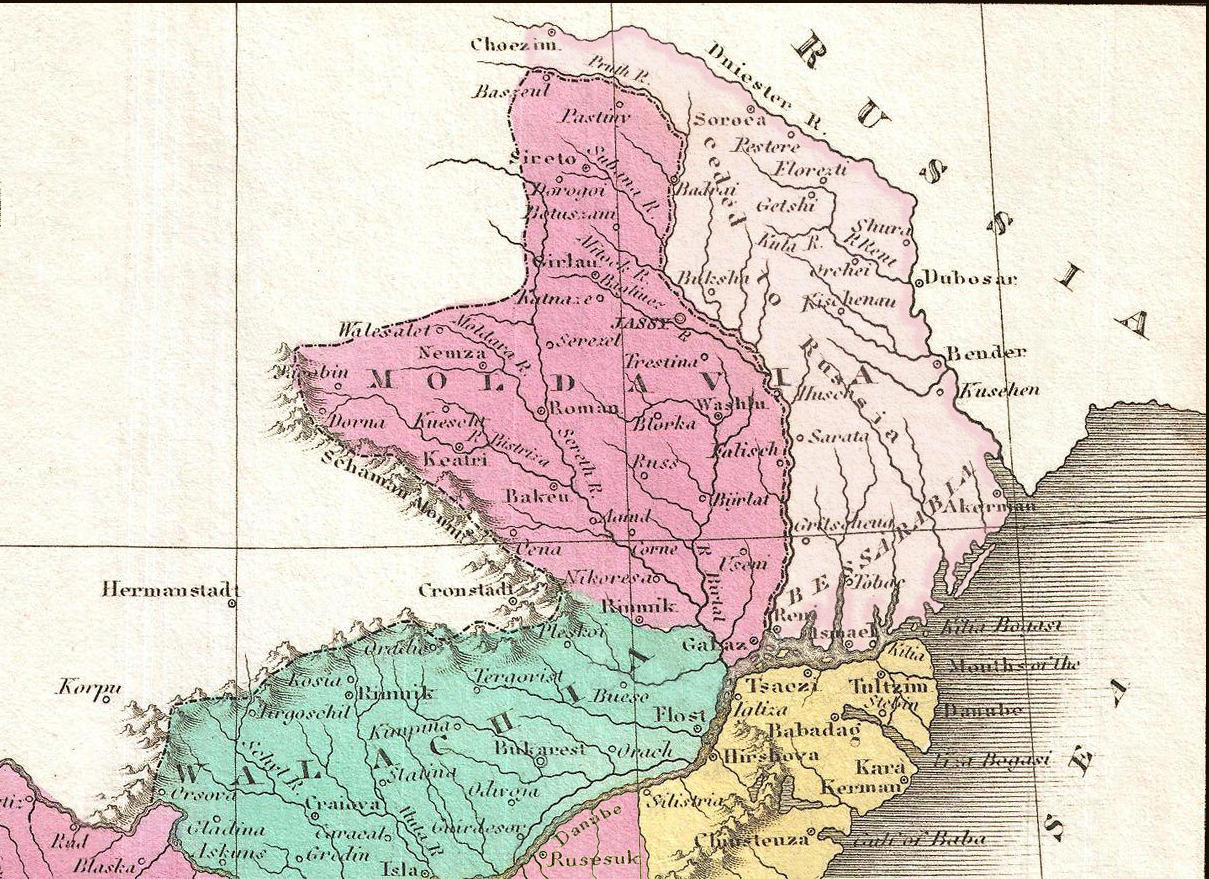
Sur cette carte américaine de 1827, Cetatea de Floci apparaît sous le nom de « Flost ».

Cette ville est attestée au début du XVe siècle, mais peut-être était-elle déjà un lieu d'échange au siècle précédent. La ville a chuté en raison de l'envasement de l'ancien cours de la Ialomiţa au XVIIIe siècle, empêchant les Bolozanes du Danube de venir accoster.
Floci fait partie des villes médiévales de Roumanie qui, comme Capidava, n'ont pas été recouvertes par l'habitat moderne. Cette situation rare en fait un site archéologique très attractif : il y a environ 80 hectares à fouiller et les chantiers sur 35 ans depuis les années 1975 ont révélé de nombreux détails de l'ancien centre urbain, quatre églises et des cimetières, des logements, de la céramique et plus de 200 ateliers.
- (ro) Cet article est partiellement ou en totalité issu de l’article de Wikipédia en roumain intitulé « Floci » (voir la liste des auteurs).